# آبي كولمان
آبي كولمان (بالبولندية: Abe Coleman)‏ هو مصارع هاوي بولندي، ولد في 20 سبتمبر 1905 في Żychlin ‏ في بولندا، وتوفي في 28 مارس 2007 في كوينز في الولايات المتحدة.

## روابط خارجية
- آبي كولمان على موقع CageMatch worker (الإنجليزية)
- آبي كولمان على موقع عالم المصارعة على الإنترنت (الإنجليزية)
- آبي كولمان على موقع عالم المصارعة على الإنترنت (الإنجليزية)